# Marybeth Sant-Price
Marybeth Sant-Price (Highlands Ranch, 6 aprile 1995) è una velocista statunitense, medaglia di bronzo ai Mondiali indoor 2022 negli 60 m piani.

## Biografia
Molto promettente al primo anno di università con gli Oregon Ducks, ha sofferto di varie fratture da stress finché non le è stata diagnosticata l'osteopenia che l'ha tenuta lontana dalle piste per diversi anni.
É sbocciata nel 2021 e ha partecipato, la stagione successiva, alla prima manifestazione importante vincendo la medaglia di bronzo ai Mondiali indoor 2022 negli 60 m piani.

## Palmarès
| Anno | Manifestazione  | Sede     | Evento     | Risultato | Prestazione | Note                          |
| ---- | --------------- | -------- | ---------- | --------- | ----------- | ----------------------------- |
| 2022 | Mondiali indoor | Belgrado | 60 m piani | Bronzo    | 7"04        | Miglior prestazione personale |

## Altre competizioni internazionali
2023
- Bronzo al Millrose Games ( New York), 60 m piani - 7"11

## Campionati nazionali
2013
- 8ª ai campionati statunitensi indoor (Albuquerque), 60 m piani - 7"36

2020
- 6ª ai campionati statunitensi indoor (Albuquerque), 60 m piani - 7"25

2022
- Argento ai campionati statunitensi indoor (Spokane), 60 m piani - 7"08

2023
- Argento ai campionati statunitensi indoor (Albuquerque), 60 m piani - 7"09